# Annie Genevard
Annie Genevard (ur. 7 września 1956 w Audincourt) – francuska polityk, nauczycielka i działaczka samorządowa, deputowana, od 2024 minister rolnictwa.

## Życiorys
Córka polityk Irène Tharin. Z wykształcenia i zawodu nauczycielka. Dołączyła do gaullistowskiego Zgromadzenia na rzecz Republiki. Po przekształceniach partyjnych zostawała kolejno członkinią Unii na rzecz Ruchu Ludowego oraz Republikanów. W 1995 objęła funkcję zastępczyni mera Morteau, następnie w latach 2002–2017 była burmistrzem tej miejscowości. Od 2004 do 2012 zasiadała także w radzie regionu Franche-Comté.
W 2012 po raz pierwszy uzyskała mandat deputowanej do Zgromadzenia Narodowego w departamencie Doubs. Z powodzeniem ubiegała się o poselską reelekcję w wyborach w 2017, 2022 i 2024. Została wiceprzewodniczącą niższej izby francuskiego parlamentu. W latach 2017–2019 pełniła funkcję sekretarza generalnego Republikanów. W lipcu 2022, po rezygnacji Christiana Jacoba, powołano ją na tymczasową przewodniczącą partii. W grudniu 2022 na czele ugrupowania stanął Éric Ciotti, w 2023 Annie Genevard powróciła na stanowisko sekretarza generalnego.
We wrześniu 2024 dołączyła do rządu Michela Barniera, obejmując w nim urząd ministra rolnictwa, suwerenności żywnościowej i leśnictwa. W grudniu 2024 została natomiast ministrem rolnictwa i suwerenności żywnościowej w gabinecie François Bayrou.

## Odznaczenia
- Kawaler Legii Honorowej (2009)[8]